# Børkop
Børkop is een plaats en voormalige gemeente in de Deense regio Zuid-Denemarken, gemeente Vejle. De plaats telt 3948 inwoners (2008).

## Voormalige gemeente
Tot 2007 was het ook een zelfstandige gemeente. Bij de herindeling van 2007 werd de gemeente bij  Vejle gevoegd. De oppervlakte van de gemeente bedroeg 103,13 km². De gemeente telde 11.478 inwoners waarvan 5715 mannen en 5763 vrouwen (cijfers 2005).